# Regionalismo en la arquitectura de Bilbao
El Regionalismo fue una corriente arquitectónica surgida en España a principios del siglo XX, teniendo focos importantes alrededor en Cantabria, País Vasco y Sevilla, dentro de una tendencia más amplia definida como Arquitectura Nacional, que propugnaba la búsqueda y resurrección de los estilos históricos españoles, así como la recuperación y reutilización de las arquitecturas vernáculas. 
En el caso del denominado Regionalismo Vasco las referencias se centraron en los palacios barrocos de los siglos XVII y XVIII, las torres y los caseríos. Torreones, aleros con amplios vuelos, rollos en las esquinas, balconadas de forja o soportales eran algunos de sus elementos constructivos más reconocibles.
Dentro de esta tendencia arquitectónica regionalista, destacan el estilo neomontañés, desarrollado principalmente por Leonardo Rucabado,y el estilo neovasco, si bien que en muchas ocasiones se entremezclan.
Así, el regionalismo fue elestilo que predominó en la arquitectura de Bilbao en la nueva construcción burguesa realizada en la ciudad entre aproximadamente 1900 y 1930. La burguesía bilbaína deseaba mostrar su poderío económico en residencias que proyectasen su privilegiada situación. 
En este ámbito el arquitecto Gregorio Ibarreche, primer alcalde nacionalista y a su vez arquitecto de Bilbao, proyectó en 1900 el Palacio Ibaigane para la familia Sota en la Alameda de Mazarredo 23, edificación que recoge motivos inspirados en los palacios del primer barroco, especialmente de Elorrio.
Otros arquitectos como Manuel María de Smith también introdujeron esta tendencia en sus obras, en edificios residenciales como la Casa de Carlos Orúe (1923) en Virgen de Begoña 32, inspirada en modelos del caserío vasco, con amplia cubierta a dos aguas y entramados de ladrillo, o en equipamientos de transporte ferroviario como la Estación de Atxuri (1912), donde introduce una combinación de Regionalismo Montañés y Vasco.

## Ejemplos de edificios
- Palacio de Ibaigane (1898-1900) - arquitecto: Gregorio Ibarreche - estilo neovasco

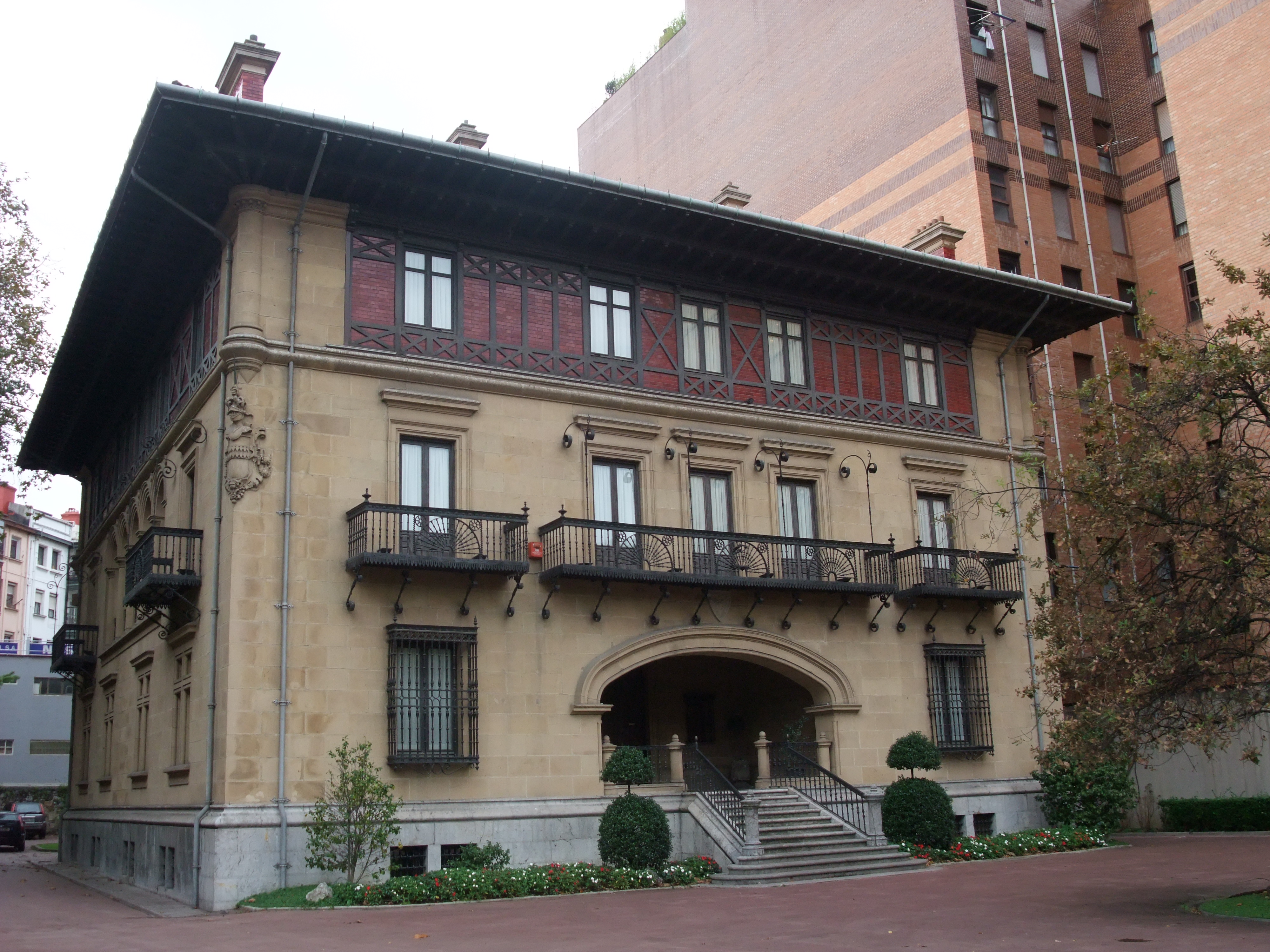
Palacio Ibaigane, sede del Athletic Club

- Chalet Allende o Casa Arróspide (1910) - arquitecto: Leonardo Rucabado - estilo regionalismo montañés[2]

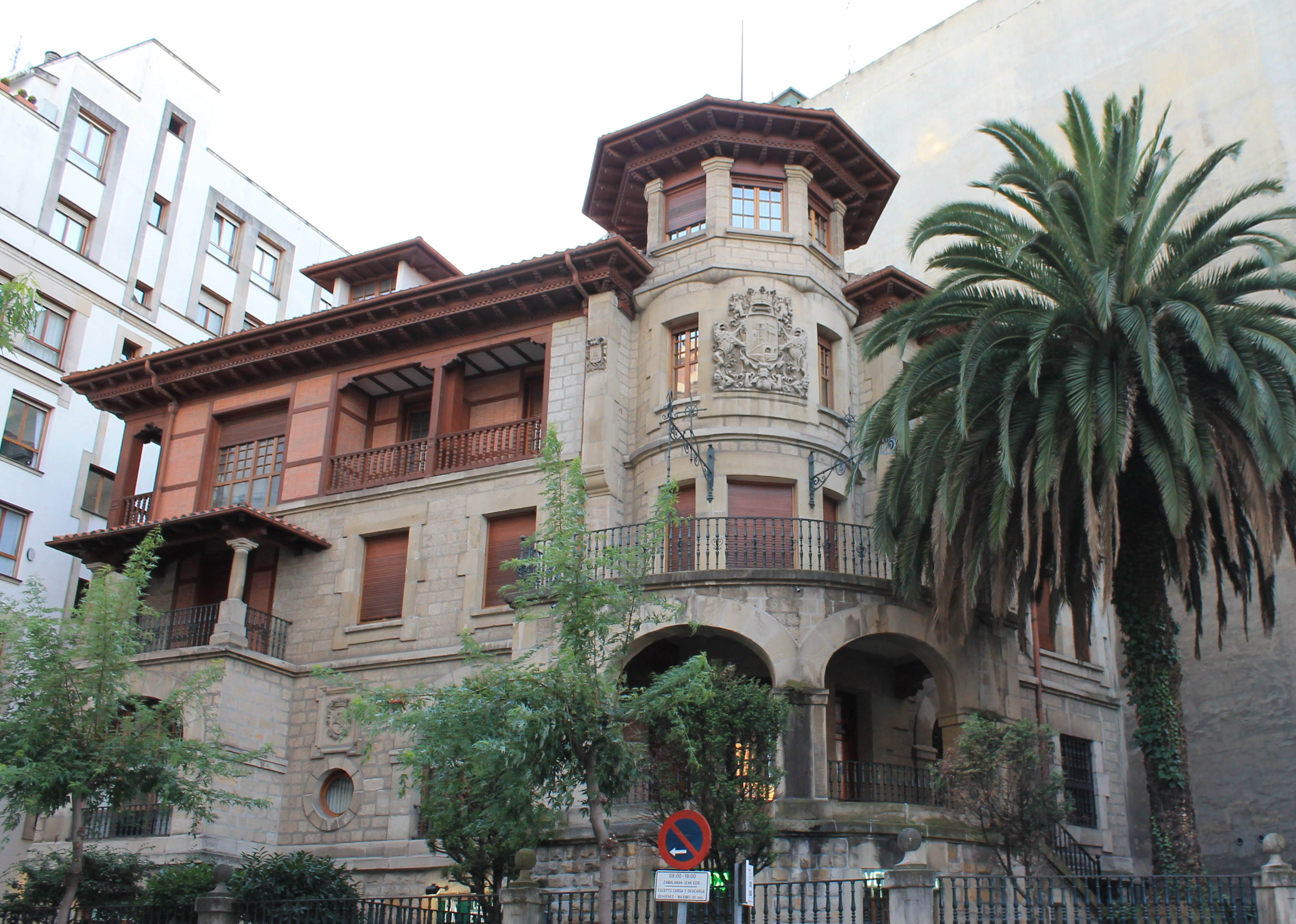
Casa Arrospide o chalet Allende

- Estación Ferrocarriles Vascongados (1912) - arquitecto: Manuel María Smith - estilo neovasco

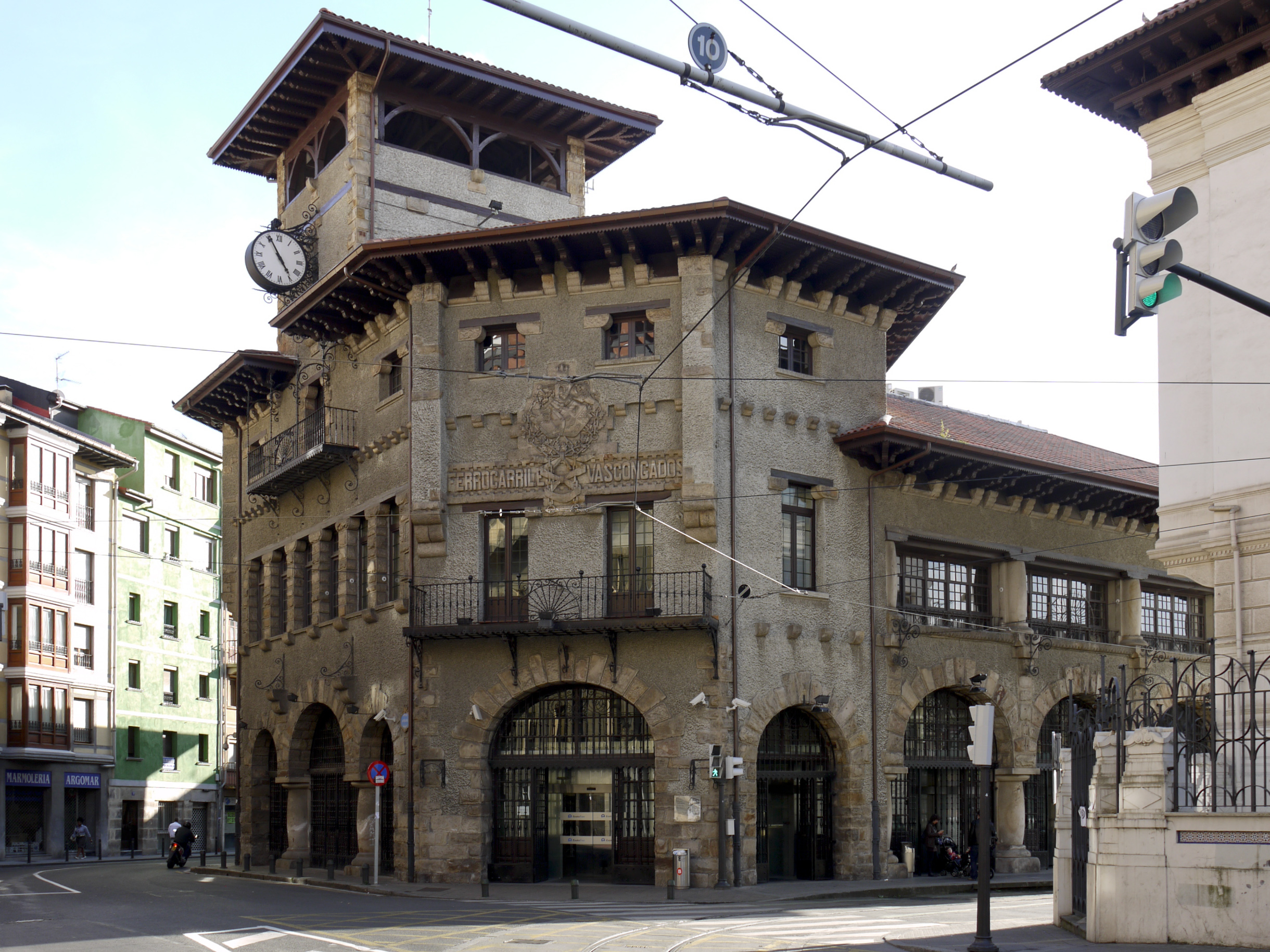
Estación de Atxuri

- c/ Ramón y Cajal, 20 (edificio de viviendas) (1913) - arquitecto: Leonardo Rucabado - estilo regionalismo montañés
- c/ Víctor, 1 (edificio de viviendas) (1916) - arquitecto: Leonardo Rucabado - estilo regionalismo montañés
- c/ Ercilla, 1 (edificio de viviendas) (1918) - arquitecto: Tomás Bilbao - estilo neobarroco regionalista
- c/ Gran Vía, 45 (edificio de viviendas) (1920) - arquitecto: Manuel María Smith - estilo regionalismo montañés
- c/ Gran Vía, 58-60 (edificio de viviendas) (1920-1922) - arquitectos: Ricardo de Bastida y José María de Basterra - estilo regionalismo montañés
- Estación de Bidebieta-Basauri (1929). Estilo neovasco.
- Si bien no se halla en Vizcaya, merece la pena destacar la casa Montoya de Almería, plenamente adscrita al estilo neovasco. Igualmente, el palacio de Ajuria Enea, sede de la presidencia del Gobierno vasco, está adscrito a esta corriente arquitectónica.